# Cuili Piras
Cuili Piras ist ein Komplex von etwa 50 stehenden und einigen umgefallenen Menhiren, bei Monte Nai, unweit der Costa Rei südlich von Muravera in der Provinz Cagliari auf Sardinien.
Der vermutlich astronomische Komplex Cuili Piras liegt abseits in einem kleinen Tal, umgeben von felsigen Bergrücken. Die bis zu 1,7 m hohen Steine stecken in der Regel  etwa einen Meter tief im Boden. Etwa 40 sind Quader aus Granit in verschiedenen Ausrichtungen und in situ. 14 sind zu einer langen Steinreihe angeordnet. Die übrigen bilden kurze Reihen oder etwa quadratische Einhegungen. Zwei bilden ein beteliförmiges Steinpaar.